# Sloanea macbrydei
Sloanea macbrydei är en tvåhjärtbladig växtart som beskrevs av F. Müll.. Sloanea macbrydei ingår i släktet Sloanea och familjen Elaeocarpaceae. Inga underarter finns listade i Catalogue of Life.